# Johann Heinrich von Mädler
Johann Heinrich von Mädler (* 29 mai 1794, à Berlin ; † 14 mars 1874, près de Hanovre) est un astronome allemand.

## Biographie
En 1817, il est nommé professeur à l’école municipale de Berlin. À partir de 1828, il entreprend une cartographie de Mars dans un observatoire privé fondé par l'astronome Wilhelm Beer dans le quartier de Tiergarten à Berlin. Il y travaille, en collaboration avec son collègue, notamment sur la cartographie exacte de la Lune.
En 1830, il devient professeur au Königliches Lehrerseminar Berlin (l'Institut royal de la formation des maîtres à Berlin). À partir de 1836, il travaille au nouvel Observatoire de Berlin. En 1840, il devient le directeur de l'Observatoire de Dorpat (aujourd'hui Tartu, en Estonie), succédant dans cette fonction à Friedrich Wilhelm Struve  parti au prestigieux observatoire de Poulkovo de Saint-Pétersbourg. Il restera en poste à Dorpat durant un quart de siècle, enseignant l'astronomie, tout en menant ses recherches scientifiques et publiant de nombreux ouvrages. En 1865, il prend sa retraite à l'âge de 71 ans et rentre en Allemagne où il meurt neuf ans plus tard près de Hanovre.
La grande carte de la Lune en quatre feuilles, établie par lui-même et son collège Beer entre 1834 et 1836 suivie de la publication de la Allgemeine Selenographie en deux tomes (Berlin 1837), le texte accompagnant ces cartes, lui apportent la reconnaissance générale. À Dorpat, il mène des travaux intéressants et nouveaux sur les étoiles doubles, les mouvements propres des étoiles dites fixes et sur la mesure de la durée de l'année tropique. Mais son hypothèse d'un « système solaire central » au cœur de notre Galaxie s'avéra fausse par la suite et il se trompa même dans la direction où se trouve ce centre de notre Voie lactée qu'il situa en direction des Pléiades.
Johann Heinrich von Mädler, malgré ses erreurs scientifiques ponctuelles, est sûrement un des plus éminents astronomes du XIXe siècle. Respectivement un cratère de la Lune et de Mars - à son honneur - portent son nom.

## Année tropique conventionnelle selon von Mädler
À part d'autres importants travaux astronomiques, von Mädler se distingua particulièrement par ses mesures et calculs de l'année tropique avec une précision jamais atteinte avant lui. Partant de ses résultats, il proposa une réforme calendaire à la Russie (à laquelle appartenait l'Estonie depuis Pierre le Grand, jouissant d'une autonomie seulement partielle). La Russie des Tsars appliquait toujours l'année tropique conventionnelle selon Sosigène d'Alexandrie de 365,25 jours exactement qui dépasse la valeur de l'année tropique actuelle de quelque 675 secondes, soit d'environ 11 minutes et 15 secondes. Sa proposition était la suivante : rattraper le retard de 12 jours pris par le calendrier julien par rapport au calendrier grégorien (de fait 13 jours dès le 13 mars 1900 grégorien, soit le 29 février 1900 julien), mais pour appliquer ensuite une règle de 128 ans – astronomiquement irréprochable – pour les « années exceptionnellement communes », donc des années pourtant divisibles par 4, mais déclarées non bissextiles. Selon Mädler, en partant de 1900, il faudrait supprimer une année bissextile tous les 128 ans (et non pas tous les 100 ans comme dans le calendrier grégorien, comme rappelé ci-dessous), soit dès 2028, et encore une année non bissextile en plus après 3 280 années pour coller au mieux à l'année tropique. Cette règle fut trouvée par lui-même, von Mädler. Il est le premier à l'avoir formulée, proposée et publiée (la seule étrangeté dans sa proposition est le fait que ni l'année 1900, ni les années 2028, 2156, etc. [=1900 +128 +128…] ne sont divisibles par ce facteur 128).
Il est connu que ni le Tsar ni le clergé orthodoxe ne suivirent cette proposition non sollicitée. Après la Révolution d'Octobre, Lénine se dépêcha d'adopter le calendrier occidental grégorien (papal) avec son année tropique conventionnelle de 365,242 5 jours, égale à 365 j 5 h 49 min et 12 s, établie par Clavius, l'astronome de Grégoire XIII. Rappelons que, contrairement au calendrier julien où toutes les années divisibles par 4 sont bissextiles, selon le calendrier grégorien il y a une restriction pour les années séculaires : seules les années séculaires divisibles par 400 sont bissextiles, ainsi 1700, 1800 et 1900 n'ont pas été bissextiles. Ces 3 jours de différences se sont additionnés au saut de 10 jours réalisé entre le 4 et le 15 octobre 1582 en Italie et en Espagne, la France ayant fait le saut entre le 9 et le 20 décembre 1582 ; mais l'Angleterre n'a fait ce saut (de 11 jours) qu'entre le 2 et le 14 septembre 1752, en passant du « old style » au « new style » et en changeant aussi le début de l'année au 1er janvier et non plus au 25 mars. Cependant, l'année tropique conventionnelle selon Clavius était astronomiquement correcte il y a environ 6 000 ans seulement (sic). Elle dépasse encore un peu la valeur actuelle de l'année tropique de +27 secondes.
[ La science moderne prend  – trop souvent encore  – comme valeur de référence l'année tropique conventionnelle selon Simon Newcomb (1835-1909) de 365,242 2 jours, égale à 365 j 5 h 48 min 46,08 s qui ne dépasse la valeur actuelle de l'année tropique que de +0,82 seconde. Cette valeur de Newcomb est « plus plaisante » aux yeux de certains qui « ne jurent que par les décimales ». À leurs yeux, cette valeur de quatre positions décimales après la virgule, est « forcément » une meilleure valeur arrondie que les sept positions décimales après la virgule de von Mädler : 365,242 187 5 jours, soit à –0,26 seconde près de l'année tropique actuelle ! Il faut argumenter que la valeur mädlerienne non seulement n'a que deux positions hexadécimales après le point hexadécimal, mais aussi « colle » très bien avec la règle bissextile de quatre années (32 × 4 = 128) ; cette argumentation est « peine perdue » à l'égard de certains qui ont choisi de regarder avec mépris et dédain tout ce qui ne correspond pas à leur "cher système décimal". Car ils ignorent les autres, eux aussi ayant dix doigts, mais ces derniers ont déjà compris qu'ils ont deux pouces et huit autres doigts et que deux fois huit font seize. Heureusement, tout le monde n'est pas enfermé dans de telles idées décimales préconçues. ][non neutre]
L'année tropique 2000.0 réelle, mesurée par l'éminent astronome français Pierre Bretagnon (1942-2002), était de 365,242 190 516 6 jours le 1er janvier 2000 à midi, donc égale à 365 jours, 5 heures, 48 minutes et 45,26 secondes. Ceci est une valeur déjà très, très proche de l'année tropique conventionnelle selon von Mädler : 365,242 187 5 jours, donc égale à 365 j 5 h 48 min 45 s ou bien :  365 j 6 h moins 11 min 15 s. (Cf. Temps hexadécimal). Cependant, l'année tropique réelle diminue très lentement, mais constamment, actuellement d'une demi-seconde environ par siècle. Elle atteindra donc la valeur de l'année tropique conventionnelle selon von Mädler  – pour un instant seulement, certes  – dans les toutes prochaines décennies, soit vers 2049. Il s'ensuit que nous pouvons sûrement "compter encore avec cette année tropique conventionnelle selon von Mädler."

## Œuvres
- Der Wunderbau des Weltalls oder populäre Astronomie. (Berlin 1841, 8e édition 1865), qui inspira Camille Flammarion.
- Beobachtungen der Sternwarte zu Dorpat. Tomes 9-16. (Dorpat 1842-1866)
- Die Centralsonne. (Dorpat 1846)
- Untersuchungen über die Fixsternsysteme. 2 tomes. (Mitau 1847-1848)
- Beiträge zur Fixsternkunde. (Haarlem 1855)
- Die Eigenbewegungen der Fixsterne. (Dorpat 1856)
- Der Fixsternhimmel. (Leipzig 1858)
- Reden und Abhandlungen über Gegenstände der Himmelskunde. (Berlin 1870)
- Geschichte der Himmelskunde. 2 tomes. (Braunschweig 1872-1873)